# 美団

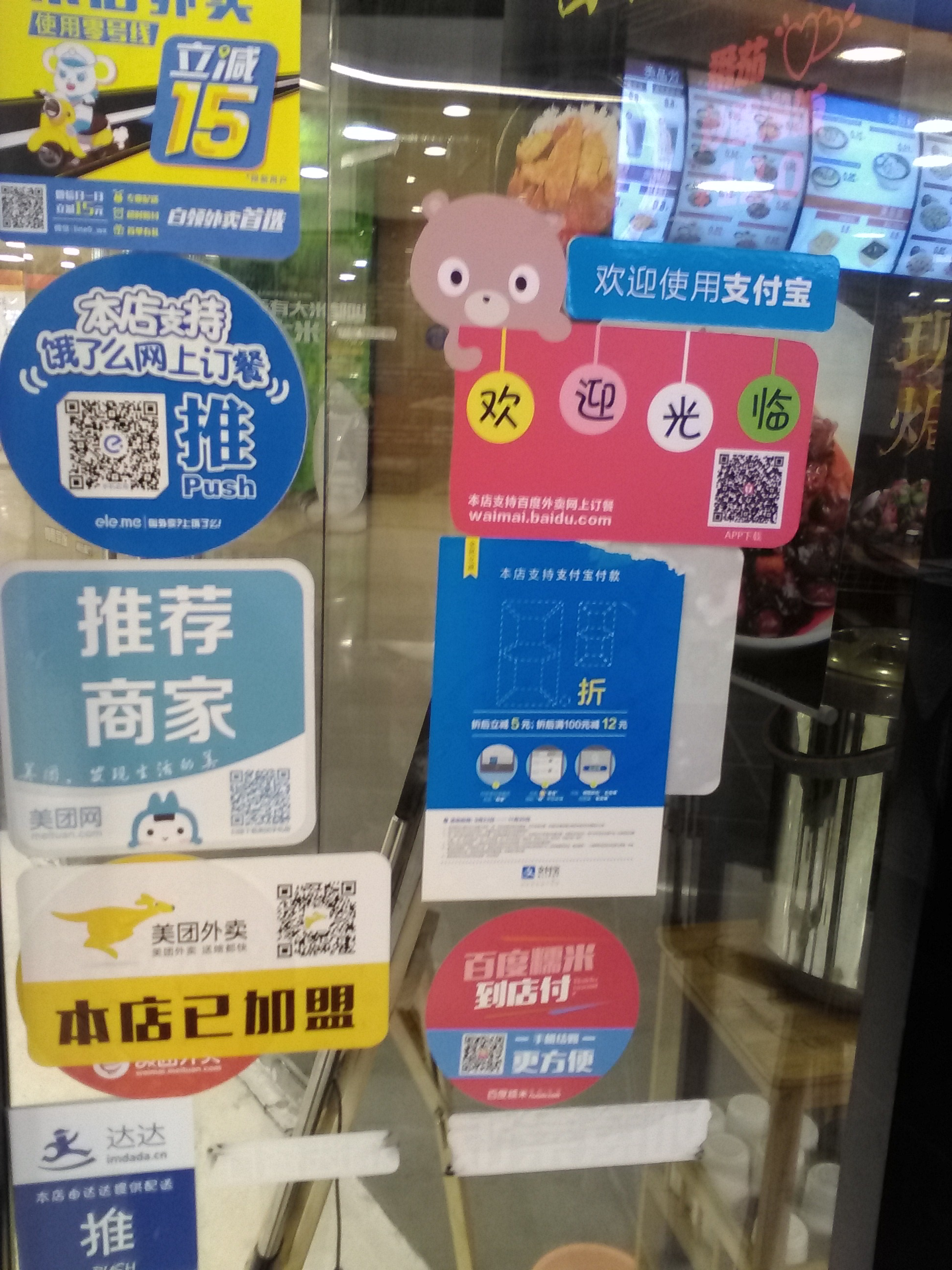
美団点評のロゴを貼るレストラン

美団（びだん、メイトゥアン、簡体字: 美团; 繁体字: 美團、英語: Meituan）は、中華人民共和国北京市に本社を置く生活関連サービス企業。電子商取引プラットフォームである美団と、フードデリバリーサービスのKeeTa、中国最大の口コミサイトである大衆点評を運営する。
店舗についての口コミを掲載し、その情報を活用したフードデリバリーサービスを展開。レストランや旅行会社などのオフライン事業者と消費者をオンラインで結ぶO2Oサービスをスマートフォンアプリを通して提供する。映画チケット販売、ライドシェアなど、エンターテインメントを中心に様々な生活サービスと結びついており、中国最大の生活総合プラットフォーマーとなっている。
2020年5月には企業の時価総額が1000億ドル（約11兆1560億円）を突破し、2020年10月時点で、中国のテクノロジー企業の中でアリババ、テンセントに次ぐ時価総額第3位となっている。

## 沿革
2015年に共同購入型クーポンサイトの「美団網」と口コミサイトの「大衆点評」という2つの企業が合併し、美団点評が設立された。2018年9月に美団点評は香港証券取引所に上場した。
2018年4月、自転車シェア企業のモバイクを買収することを発表した。
2020年9月30日、「美団点評」が「点評」を消し、「美団」に社名変更した。
2020年10月、AI（人工知能）、無人搬送車を活用した小売店舗「MAI Shop」を北京に開設した。
2023年5月22日、フードデリバリーサービス「KeeTa」を香港全域を皮切りにサービス提供を開始。